# エドゥアルト・フォルトゥナート (バーデン＝バーデン辺境伯)
エドゥアルト・フォルトゥナート（Eduard Fortunat von Baden-Baden, 1565年9月17日 - 1600年6月18日）は、バーデン＝ローデマヒェルン辺境伯（在位：1575年 - 1588年）、後にバーデン＝バーデン辺境伯（在位：1588年 - 1596年）。

## 生涯
バーデン＝ローデマヒェルン辺境伯クリストフ2世とその妻でスウェーデン王グスタフ1世の娘であるセシリアの間の長男として、両親の滞在していたロンドンで生まれた。イングランド女王エリザベス1世が洗礼の代母となり、女王はローデマヒェルン辺境伯の嗣子に自分の早世した弟と同じ「エドゥアルト（エドワード）」の名前を授けた。エドゥアルトは母親譲りの華美で浪費好きな性格に育った。
1575年に父が亡くなると、10歳でローデマェルン辺境伯家を継いだ。1588年に本家筋の従兄であるバーデン＝バーデン辺境伯フィリップ2世が独身のまま死ぬと、莫大な借金を抱えたバーデン＝バーデン辺境伯領を相続、ローデマヒェルン辺境伯領（現在のフランス領モゼル県ロドマック）は、弟のフィリップ3世が相続した。エドゥアルトの贅沢な暮らしぶりのせいでバーデン＝バーデン辺境伯家の財政状況はさらに悪化したため、エドゥアルトは辺境伯領をフッガー家に貸与、ないし売却することまで考えていた。
1591年3月13日、エドゥアルト・フォルトゥナートはブリュッセルの私邸で平民女性のマリア・ヴァン・エイケン（Maria van Eicken）と秘密結婚した。マリアの身分の低さのためにこの結婚は合法とはなり得ず、間に生まれる子供達の身分も保証されないと予想された。エドゥアルトはこれに対し何とか打開策を用意しようとしたが、結局この結婚は貴賤結婚と見なされることになった。エドゥアルトは1593年5月14日にバーデン＝バーデンのホーエンバーデン城で、マリアと2度目の、今度は公開での結婚式を挙げ、実際に正式な手続きに則った結婚だったのかという最初の結婚に対する疑いの目を晴らそうとした。同年7月30日に長男ヴィルヘルムが生まれた時点では、エドゥアルトとマリアの間の子供達が相続権を有するかどうかという問題は、少なくとも議論がある状況だった。
一方、同族のバーデン＝ドゥルラハ辺境伯エルンスト・フリードリヒとその弟のゲオルク・フリードリヒは、マリアの産んだ息子が継承権を持つことを認めず、これを口実としてバーデン＝バーデン辺境伯領を占領した。この事件はオーバーバーデンの占領（Oberbadische Okkupation）と呼ばれる。このためエドゥアルトは妻子を連れて避難を余儀なくされた。
辺境伯領を失ったエドゥアルトは、同じ1594年に贋金作りで大金を獲得しようと夢見て、イーブルクに錬金術の工房を建設して、イタリア人の錬金術師フランチェスコ・ムスカテッリ（Francesco Muskatelli）とその助手のパオロ・ペスタロッツィ（Paolo Pestalozzi）を呼び寄せた。占領者のドゥルラハ辺境伯から嫌がらせを受けたエドゥアルトは、報復として自分が呼んだ2人のイタリア人錬金術師にドゥルラハ辺境伯の毒殺を依頼した。しかし計画は失敗し、ムスカテッリとペスタロッツィはドゥルラハで八つ裂きの刑に処せられた。エドゥアルト本人は追手を逃れ、シュポンハイム伯領（Grafschaft Sponheim）のカステルラウン城に避難した。その後はネーデルラントとポーランドで、スウェーデンとの戦争に従軍している。
1600年に34歳の若さで突然死した。死因はおそらくアルコールの大量摂取だった。遺骸はモーゼル川沿いのエンゲルポルト修道院（Kloster Maria Engelport）に埋葬された。

## 子女
妻のマリア・ヴァン・エイケンとの間に4人の子女をもうけた。
- アンナ・マリア・ルクレティア（1592年 - 1654年）
- ヴィルヘルム（1593年 - 1677年） - バーデン＝バーデン辺境伯
- ヘルマン・フォルトゥナート（1595年 - 1665年） - バーデン＝ローデマヒェルン辺境伯
- アルブレヒト・カール（1598年 - 1626年）